# Dibamus tiomanensis
Dibamus tiomanensis är en ödleart som beskrevs av Diaz, Leong, Grismer och Yaakob 2004. Dibamus tiomanensis ingår i släktet Dibamus och familjen blindödlor. Inga underarter finns listade i Catalogue of Life.
Arten förekommer endemisk på ön Tioman, sydöst om Malackahalvön. Honor lägger ägg.